# День трудящихся (Иран)
День трудящихся, или День рабочих (перс. روز کارمند‎) — иранский праздник, отмечаемый 26 августа (4 шахривара по календарю солнечной хиджры).

## История праздника
День трудящихся был включен в список праздников и памятных дней Ирана Верховным советом культурной революции во время президентства Мохаммада Али Раджаи. Он был президентом страны в период с 2 августа 1981 года по 30 августа 1981 и был убит спустя две недели после инаугурации во время встречи с премьер-министром.

## Рабочие в истории Ирана
В период правления шаха Мохаммеда Резы Пехлеви финансовое и социальное положение Ирана было удручающим. В некоторых регионах всерьез была угроза голода. Именно такое положение рабочих стало одной из причин Исламской революции в Иране — и именно на апелляции к бедствующему положению рабочих опирался в своей предреволюционной агитации имам Хомейни.
Будущий президент Раджаи в 1980 году, занимая пост министра образования, говорил о важности праздника в честь рабочих следующее: «Мы должны освободить наши головы от понимания того, что мы являемся лишь административными сотрудниками, сесть за стол и обратиться к тому факту, что человечество сформировалось в неотрывной связи с работой. Человек может быть создателем, делая то, что желает сам».
Верховный руководитель Ирана аятолла Имам Хомейни также неоднократно высказывался о важности рабочих, что можно увидеть в его речах, например:
«Рабочие, которые работают на фабриках, — победа и гордость нации»; «Работа — богослужение рабочего».
Во время ирано-иракской войны 1980—1988 годов важность работников тыла, особенно работников промышленных и оборонных предприятий, было сложно переоценить. Правительству недавно созданной Исламской республики необходимо было показать коренное отличие от предыдущих властей Ирана, в период правления которых рабочие нищенствовали, заручиться их поддержкой и мотивировать их на труд.
Возможно, это стало одной из причин того, что День рабочих был признан на официальном уровне. В этот день обычно происходят награждения заслуженных работников и концерты, посвященные роли рабочего в жизни и благоденствии страны.